# Leichtathletik-Weltmeisterschaften 2023/Teilnehmer (Katar)
| Goldmedaillen | Silbermedaillen | Bronzemedaillen |
| ------------- | --------------- | --------------- |
| —             | —               | 1               |

Katar nahm an den Leichtathletik-Weltmeisterschaften 2023 in Budapest mit drei Athleten teil.

## Ergebnisse

### Männer

#### Laufdisziplinen
| Athlet         | Disziplin    | Qualifikation | Qualifikation | Vorlauf | Vorlauf | Halbfinale | Halbfinale | Finale | Finale |
| Athlet         | Disziplin    | Zeit          | Platz         | Zeit    | Platz   | Zeit       | Platz      | Zeit   | Platz  |
| -------------- | ------------ | ------------- | ------------- | ------- | ------- | ---------- | ---------- | ------ | ------ |
| Bassem Hemeida | 400 m Hürden | 49,50 s       | 3 Q           | 49,50 s | 7       | DNQ        | DNQ        | DNQ    | DNQ    |

#### Sprung/Wurf
| Athlet                | Disziplin  | Qualifikation | Qualifikation | Finale     | Finale |
| Athlet                | Disziplin  | Weite/Höhe    | Platz         | Weite/Höhe | Platz  |
| --------------------- | ---------- | ------------- | ------------- | ---------- | ------ |
| Mutaz Essa Barshim    | Hochsprung | 2,28 m        | 1             | 2,33 m     | Bronze |
| Moaaz Mohamed Ibrahim | Diskuswurf | 60,40 m       | 31            | DNQ        | DNQ    |